# Hedychrum mavromoustakisi
Hedychrum mavromoustakisi is een vliesvleugelig insect uit de familie van de goudwespen (Chrysididae). De wetenschappelijke naam van de soort is voor het eerst geldig gepubliceerd in 1929 door Trautmann.